# سیاه‌دره (سقز)
سیاه‌دره(به کردی: سیاوگەر، Siyawger) روستایی از توابع بخش زیویه در شهرستان سقز است که در استان کردستان ایران قرار دارد.

## جمعیت
این روستا در دهستان امام واقع شده و براساس سرشماری سال ۱۳۸۵، جمعیت آن ۴۸ نفر (۱۱ خانوار) بوده‌است.